# Academia do Vôlei
L'Academia do Vôlei è una società pallavolistica brasiliana, con sede a Uberlândia: milita nel campionato brasiliano di Superliga Série B.

## Storia
L'Academia do Vôlei viene fondata nel 1996, come progetto di sviluppo della pallavolo nel nordest brasiliano. Nel 1999 il progetto mette radici a Uberlândia, nel Minas Gerais, continuando a operare per oltre quindici anni solo a livello giovanile. Partecipa al suo primo torneo adulto solo nel 2016, iscrivendosi alla Superliga Série B: si classifica per tre volte all'ottavo posto, retrocedendo due volte nel 2017 e nel 2018, ma evitando la prima discesa nella terza divisione nazionale grazie a un ripescaggio. 
Nel 2019 partecipa quindi alla Superliga Série C, classificandosi al secondo posto nel proprio girone: gode quindi di un altro ripescaggio, tornando a giocare in Superliga Série B per l'edizione 2020 del torneo, chiuso (in anticipo a causa della pandemia di COVID-19 in Brasile) al secondo posto e, pertanto, con la promozione in Superliga Série A. Fa il suo esordio nella massima divisione nazionale nella stagione 2020-21, terminata al settimo posto; finisce tuttavia per retrocedere già al termine della stagione seguente.